# Pelehivșciîna, Hlobîne
Pelehivșciîna (în ucraineană Пелехівщина) este un sat în comuna Brovarkî din raionul Hlobîne, regiunea Poltava, Ucraina.

## Demografie
Componența lingvistică a localității Pelehivșciîna
     Ucraineană (100%)
Conform recensământului din 2001, toată populația localității Pelehivșciîna era vorbitoare de ucraineană (100%).